# I Need a Doctor
I Need a Doctor è un singolo del rapper statunitense Dr. Dre, pubblicato il 1º febbraio 2011 dall'etichetta discografica Interscope.
Il brano, inciso in collaborazione con Eminem e Skylar Grey, è stato scritto da Dr. Dre, Eminem, Alexander Grant e Skylar Grey ed è stato prodotto da Alex da Kid.
Il video del singolo ha ottenuto la certificazione Vevo.

## Descrizione
In "I Need A Doctor" vediamo espresse le paure di Eminem nei confronti del suo mentore, e la rabbia di questi, che si sente abbandonato da tutti, tranne che da Eminem stesso.
Nella prima strofa Eminem ringrazia Dr. Dre per tutto ciò che ha fatto per lui, dicendo di essergli debitore della vita stessa e che, se Dre non avesse creduto in lui, non sarebbe mai diventato ciò che è adesso. Nella seconda strofa, sempre rappata da Eminem, questi cerca di incoraggiare il produttore discografico a "rialzarsi" e a credere in sé stesso. Eminem conclude la strofa dicendo:
(Eminem)
Nell'ultima strofa, rappata da Dr. Dre, questi definisce tutte quelle persone che non hanno mai creduto né in lui né in Eminem come dei traditori, e afferma che l'unica persona di cui ha bisogno, adesso, è proprio Eminem. Inoltre, Dre dichiara di essere tornato, che tutti sentiranno "l'urlo della Aftermath" e che chi ha riso di lui ed Eminem, in passato, può "andare a farsi fottere".

## Tracce
Promo - CD-Single (Interscope - (UMG)
1. I Need a Doctor - 4:44

## Classifiche
| Classifica (2011) | Posizione Massima |
| ----------------- | ----------------- |
| Stati Uniti       | 4                 |
| Canada            | 8                 |
| Regno Unito       | 8                 |
| Irlanda           | 11                |
| Australia         | 12                |
| Nuova Zelanda     | 23                |
| Germania          | 25                |
| Francia           | 29                |
| Danimarca         | 30                |
| Svizzera          | 33                |
| Austria           | 38                |
| Belgio (Vallonia) | 47                |
| Belgio (Fiandre)  | 53                |
| Paesi Bassi       | 55                |
| Svezia            | 56                |

### Classifiche di fine anno
| Classifica (2011) | Posizione |
| ----------------- | --------- |
| Stati Uniti       | 51        |

## Curiosità
Al minuto 7:25 del videoclip compare in primo piano una targa che indica la sepoltura di Eazy-E e che recita "Our beloved Eric Wright 1963 ♪ 1995 We loved Him A Lot But God Loved Him More", ovvero "(Al) Nostro amato Eric Wright 1963 ♪ 1995 Lo abbiamo amato molto, ma Dio lo ha amato di più".